# Ceguesa
La ceguesa, ceguera o ceguetat és la condició d'una persona o animal amb privació del sentit de la vista. La ceguesa de les persones, del punt de vista legal, és més complicada de definir i està establida a Nord-amèrica i Europa quan l'agudesa visual de la persona és de 20/200 (6/60) o menys en l'ull amb millor visió i proveït amb la millor correcció possible.

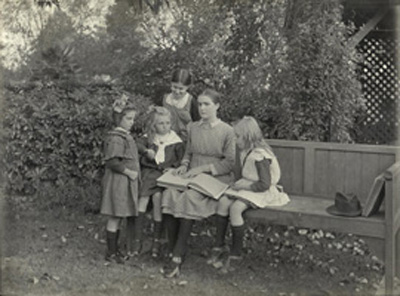
Jove cega llegint

En la pràctica significa que un cec o cego hauria d'estar a dos metres d'un objecte per a veure'l amb el mateix grau de claredat amb el qual una persona de visió normal ho veu de 20 metres. Algunes legislacions també consideren ceguesa el fet de tenir un camp de visió menor de 20 graus en compte dels 180 graus normals.
Vora el 10% de les persones considerades legalment com a cegues ho són totalment. En els països subdesenvolupats la manca de suficient atenció sanitària provoca major incidència de casos de ceguetat que en els desenvolupats. El mes de novembre del 2004 l'Organització Mundial de la Salut va publicar l'article Magnitude and causes of visual impairment on s'estimava que el 2002 hi havia 161 milions de persones (vora el 2,6% de la població mundial) que presentaven deficiències de la visió, d'aquests, uns 124 milions (un 2%) tenien una visió disminuïda i 37 milions (un 0,6%) eren cecs.

## Deficiència visual
Un deficient visual és una persona amb una visió que no arriba, malgrat les correccions òptiques adients, al 100% de resta visual. La resta visual la formen dos paràmetres de definició visual: l'agudesa i el camp.
L'agudesa visual és la capacitat de distingir les formes dels objectes a certa distància i es mesura amb la prova de les lletres (o les formes geomètriques) de minvant grandària, establint cada línia, vista o no, un 10% d'agudesa visual.
El camp visual és l'angle que l'ull veu, corresponent 90° a cada ull (total 180°). El camp es redueix, bé "tancant-se" pels costats, bé de forma aleatòria, o causa de taques que es formen a l'ull.
La persona que, malgrat l'ús de correccions òptiques, no aconsegueix arribar al 100%, però supera el 50% de resta visual porta una vida normal i possiblement no tingui consciència de la seva disminució. En canvi, per sota del 50%, comença a tenir dificultats evidents i es diu que té baixa visió. S'ha de tenir en compte que, per sota del 20% de resta visual, les dificultats visuals són severes i fan imprescindible l'ús de tècniques d'adaptació.
Quan no aconsegueix superar el 10% d'agudesa i/o té restringit a només 10º el seu camp visual, es considera llavors que pateix ceguesa legal. Finalment, si no veu altra cosa que zones difuses d'il·luminació i ombra, o bé res en absolut, es parla de ceguesa total.

## Principals causes de ceguesa

### Malalties
- Cataractes: ocasiona el 48% de les cegueses, té tractament quirúrgic
- Glaucoma: més freqüent a partir dels 50 anys ocasiona el 12% dels casos de ceguesa i té tractament especialment en les fases inicials.
- Degeneració macular associada a l'edat: es pot tractar però no curar i és la causa d'un 9% de les cegueses.
- Tracoma: (4%)
- Opacitat de la còrnia: (5%).
- Retinopatia per diabetis: es pot tractar però no curar i és la causa d'un 5% de les cegueses.
- Uveïtis
- Malnutrició: associada amb altres conseqüències

### Anormalitats i lesions
- Lesions en el lòbul occipital del cervell.
- Accidents amb lesions per agents físics o químics.

### Defectes genètics
- Albinisme.
- Amaurosi congènita de Leber: una distròfia de la retina que pot causar la ceguesa total o una pèrdua severa de la visió a la infància.
- Altres malalties d'origen genètic.

## Tractament
Un estudi del 2008 publicat al New England Journal of Medicine va posar a prova l'efecte de l'ús de la teràpia gènica per contribuir a restaurar la vista de pacients amb una forma rara de ceguesa heretada, coneguda com a amaurosi congènita de Leber, o ACL. L'amaurosi congènita de Leber danya els receptors de llum de la retina i habitualment comença a afectar la vista a principis de la infantesa, i la vista va empitjorant fins que s'arriba a una ceguesa completa vers l'edat de trenta anys.
Aquest estudi va utilitzar un virus del refredat comú per a portar una versió normal del gen anomenat RPE65 directament als ulls dels pacients afectats. Notablement, els tres pacients (d'edats de 19, 22 i 25 anys) van respondre bé al tractament i van afirmar que la vista els havia millorat després d'aquest tractament. A causa de l'edat dels pacients i la naturalesa degenerativa de l'ACL, la millora de la vista en els pacients de teràpia gènica encoratja els investigadors. S'espera que la teràpia gènica pugui ser encara més eficaç en pacients d'ACL més joves que han patit una pèrdua de vista limitada, així com en altres individus parcialment o total cecs.

## Epidemiologia
L'any 2002, l'OMS (Organització Mundial de la Salut) estimà que hi havia 161 milions de persones (un 2,6% de la població mundial) al món amb un deteriorament de la vista, de les quals 124 milions (aproximadament un 2%) tenien una baixa visió i 37 milions eren cecs (aproximadament un 0,6%).

## Tècniques d'adaptació i ajut

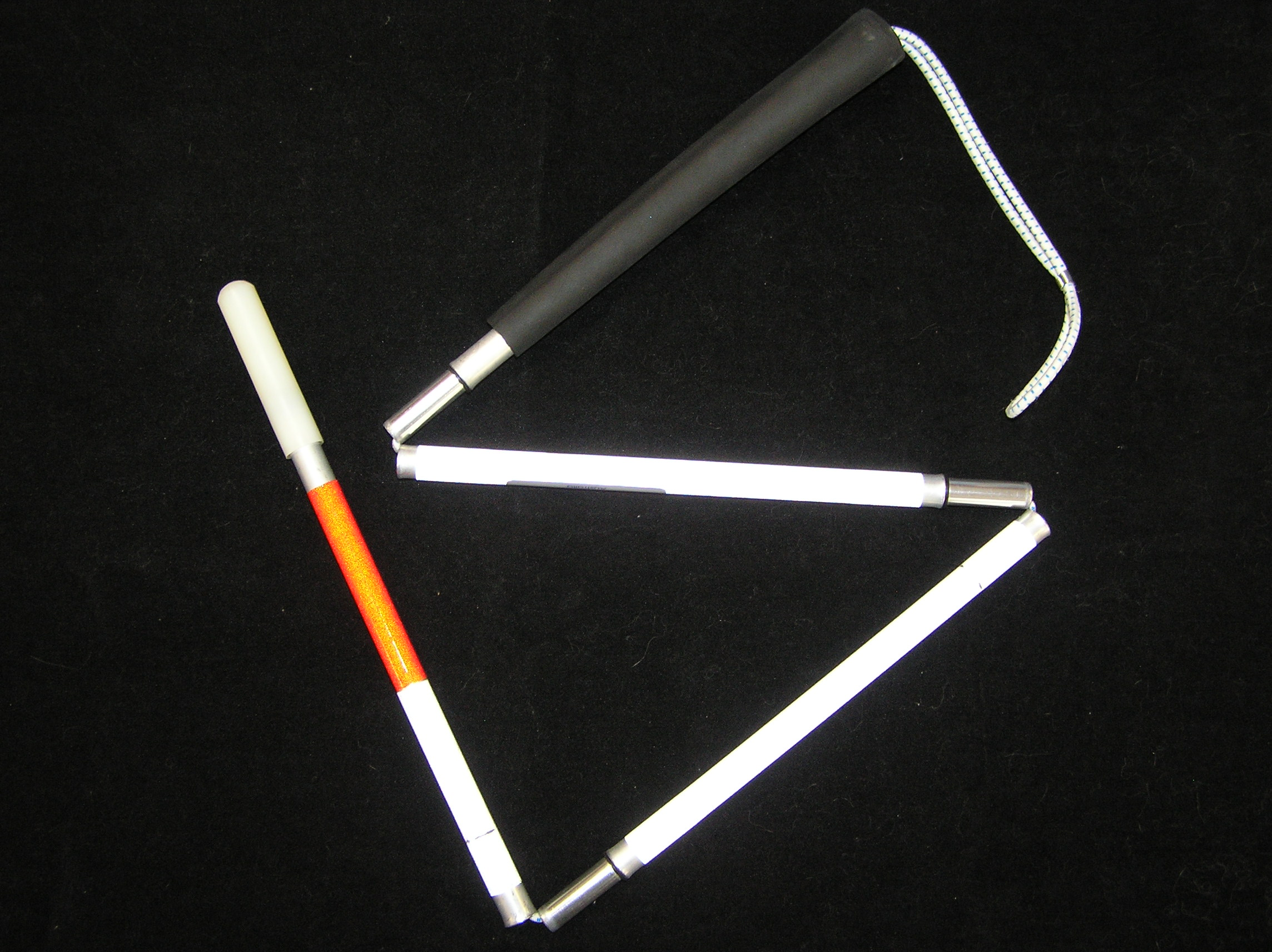
Un bastó blanc plegable, i semi-plegat

### Per a la mobilitat
Eines com ara el bastó blanc amb la punta vermella - símbol internacional de la ceguesa - s'utilitzen per a millorar la mobilitat. És un bastó llarg que amplia la sensació tàctil de l'abast de l'usuari. La persona cega li dona un moviment baix d'escombrat, en la trajectòria prevista del recorregut, per a així detectar els obstacles.

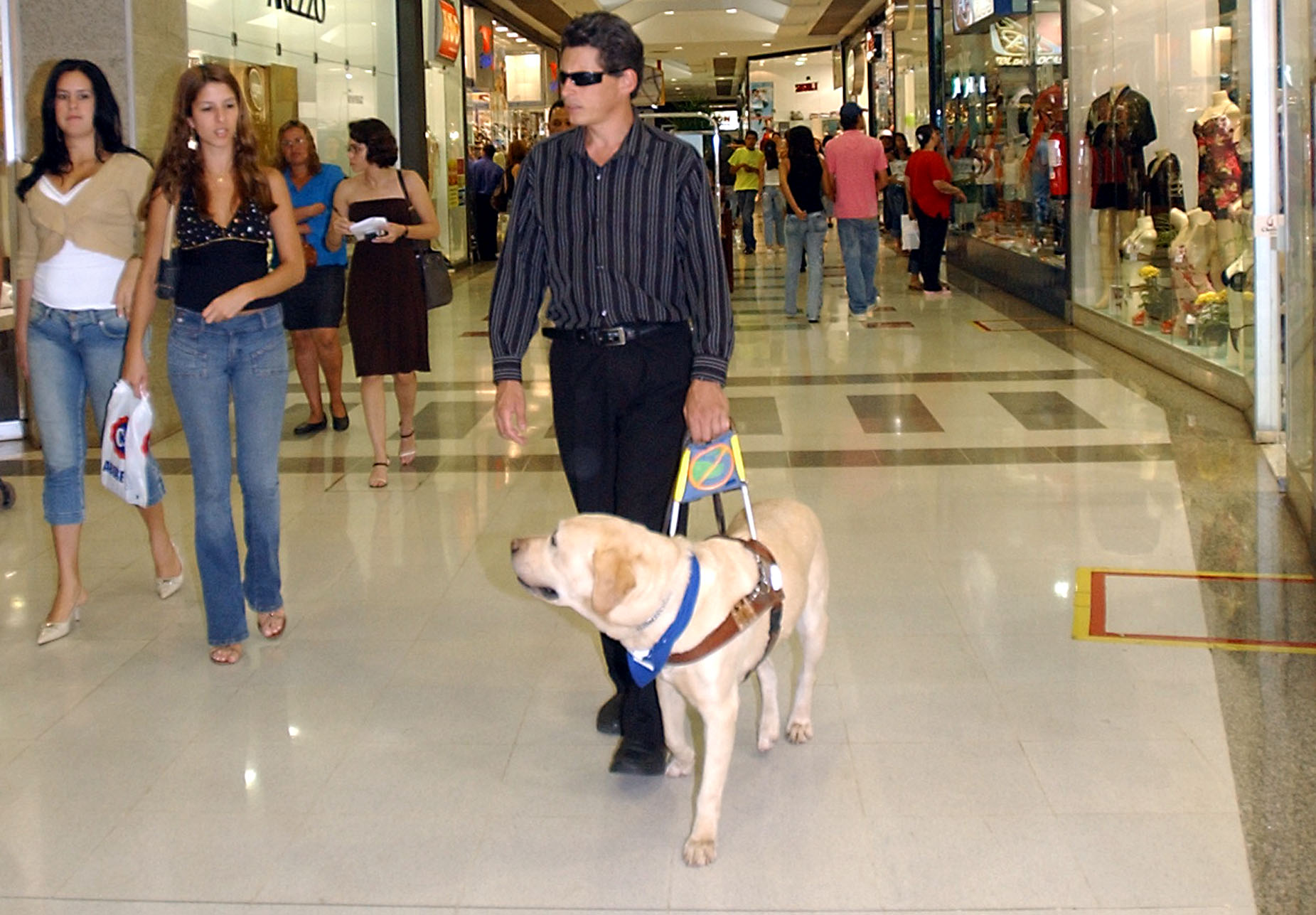
Un cec és conduït pel seu gos pigall en un centre comercial de Brasília.

Un gos pigall és un gos ensinistrat per a guiar persones cegues o amb una deficiència visual greu, o per a ajudar-les en les feines de la llar. Quan condueix els deficients visuals, el gos ha de tenir la capacitat de discernir eventuals perills deguts a obstacles suspesos, cosa que requereix gossos d'intel·ligència bastant elevada i un entrenament avançat.
S'ha desenvolupat una polsera que mitjançant ultrasons complementa l'ús del bastó blanc per a facilitar la mobilitat de manera més segura.

### Per a la lectura

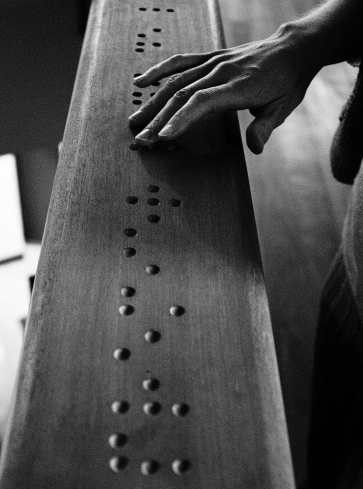
Una persona llegeix en braille.

El braille és un sistema de lectura i escriptura tàctil dissenyat per a les persones cegues. Va ser inventat a mitjan segle xix pel francès Louis Braille. On cada caràcter (i algun indicador, com per exemple el de majúscules) està representat per un caixetí. Cada caixetí braille consta de sis punts en un rectangle de tres files i dues columnes. Per cada caixetí hi haurà una determinada combinació en relleu d'aquests punts, que permetrà la identificació del caràcter.
Un teclat braille és un teclat que permet la introducció de caràcters d'una forma més simple (per als invidents) que un teclat convencional, en disposar de menys tecles.
Amb l'adveniment de la informàtica tot un seguit de dispositius i de programari (Tiflotecnologia) han aparegut per a ajudar a les persones cegues o amb dificultat important de la visió. Entre aquests hi ha els escàners amb reconeixement òptic de caràcters, els lectors de pantalla, etc.

### Identificació de colors

#### Mètodes electrònics
Important, per exemple, per a poder determinar el color de la roba que el cec es posa o compra, per a separar la roba que hom posi a la rentadora, saber si hi ha el llum encès en una habitació (i poder encendre o apagar-lo).
Així existeixen aparells de la mida d'un comandament de TV, que es connecta a uns audiòfons i la persona cega llavors pot escoltar amb veu humana la identificació del color. Es posa en contacte el lector de l'aparell amb l'objecte del qual se’n vol identificar el color, es prem un botó i l'aparell diu el color. Cal que l'objecte estigui il·luminat. Així pot dir vermell marró fosc o gris pàl·lid. No pot identificar tramats de colors, cal que siguin sòlids.
També hi ha en l'etapa final de disseny un aparell, basat en la sinestèsia, que associaria els colors a música. La tonalitat seria indicada per la nota musical (així una nota aguda indicaria un color de tonalitat clara i una nota greu una de fosca) i el color per l'instrument (així la flauta dolça indicaria el groc, el clarinet el blau, els tambors el vermell o el piano pel verd). S'ha treballat en nens i adolescents.

#### Mètode per tacte

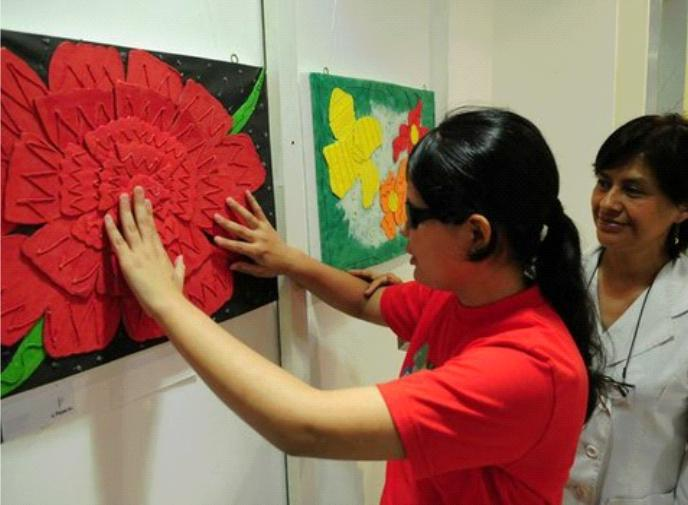
Una persona cega identificant una flor amb els seus colors

Es tracta d'un sistema d'identificació pel tacte, per tant, semblant al Braille. Actualment utilitzat en tallers educatius i de lleure per a la identificació del color en obres d'art, que cal que estiguin preparades, és a dir, que tinguin un relleu amb els signes i, millor, uns límits del color i tonalitat a identificar. És, a diferència dels sistemes electrònics, independent d'un aparell o d'idioma. Desenvolupat per Constanza Bonilla (Sistema Constanz), identifica el color pels colors bàsics (groc: una línia recta, vermell: una línia en zig-zag, blau: una línia ondulada), o en la seva combinació (així el verd seria una línia recta –groc- i una línia ondulada –blau-), i per tonalitats (clar: una rodona; fosc: un punt; molt fosc: quatre punts, etc.).

## Vida dels cecs

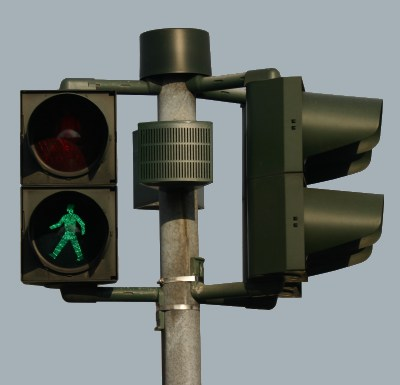
Un semàfor amb altaveus pels cecs.

Hi ha diverses maneres de minimitzar els efectes negatius de la ceguesa pels que la pateixen. En són exemples els semàfors especialment adaptats per ells, els gossos pigall o el Braille, un sistema d'escriptura basat en el tacte que els permet llegir. Així mateix els avenços tecnològics han procurat diferents aparells que permet a les persones cegues i deficients visuals obtenir un nivell d'integració a la societat força alt. Així, per exemple, el desenvolupament de programari i perifèrics permet a aquests interaccionar amb els ordinadors i telèfons. Diverses adaptacions en objectes quotidians, els quals són adaptats per permetre la interpretació d'aquests via el tacte També són presents i tinguts en compte per la societat, així diferents monedes han estat apadtades per a cecs com ara l'euro, etc.
Pedro Zurita, ex-secretari general de la Unió Mundial de Cecs durant 14 anys (1986-2000), en una entrevista publicada al diari Avui el 16 de juny de 2009, recalcava : «Podríem dir que l'Estat espanyol és el país amb major nombre d'ocupats cecs i amb la millor manera de crear aquesta ocupació» i «... s'ha aconseguit que l'ocupació laboral en persones que tenen edat de treballar sigui pràcticament igual en persones cegues que en persones amb visió»
Durant el Segle XX la Unió Soviètica tenia un alt percentatge de cecs ocupats, ja que hi havia moltes empreses que havien de tenir un 50% de persones sense vista a la seva plantilla. Degut al col·lapse d'aquesta i altres situacions, moltes persones cegues es van quedar sense feina, fet que ha produït una gran davallada en l'ocupació d'aquest col·lectiu.
Un dels principals problemes entorn de l'ocupació de les persones cegues s'esdevé en el fet que moltes de les ocupacions que eren tingudes, tradicionalment, com a sortides laborals per aquest col·lectiu estan patint grans canvis, per exemple a França i Itàlia es dona aquest problema, ja que una de les principals feines que ocupaven els cecs s'està informatitzant molt, els telefonistes. Per la seva banda, Anglaterra és el país d'Europa on hi ha una gamma més gran de professions dedicades a les persones cegues. Pel que fa als EUA, aquests són una societat molt més flexible en una sèrie d'aspectes i per això mateix les persones cegues tenen un ventall molt més gran de llocs de feina i possibilitats.

### L'esport
Les persones amb ceguesa o discapacitat visual poden practicar diferents esports que requereixen algunes adaptacions senzilles. Natació, atletisme, ciclisme en tàndem, judo, esquí, futbol sala, muntanyisme, escacs o golbol (aquest últim s'ha creat especialment per a persones cegues i s'organitza en dues porteries, 3 persones a cada banda i una pilota amb picarols) són algunes de les disciplines esportives que no tenen barreres. la Federació Espanyola d'Esports per a Cecs (FEDC), entitat que gestiona tot allò que es refereix a l'esport de competició de les persones amb discapacitat visual, va tramitar, l'any 2005, 3.103 llicències esportives, i va organitzar, durant d'aquest any, 143 activitats esportives de competició, en les quals van participar 5.494 esportistes cecs i deficients visuals.

## Primers auxilis
Una pèrdua sobtada de la vista és sempre una situació d'emergència, fins i tot quan no és completa. Mai no s'ha d'ignorar aquesta afecció, pensant que ja millorarà.
Cal posar-se en contacte amb un oftalmòleg i acudir immediatament a la sala d'emergències. La majoria de formes greus de pèrdua de la vista són indolores, però l'absència de dolor no disminueix de cap manera la necessitat urgent de buscar atenció mèdica. Moltes formes de pèrdua de la vista només donen un marge de temps breu en el qual es poden tractar amb èxit.

## Creences respecte de les persones cegues
La societat sol assignar a la població discapacitada un rol i basa la seva experiència en les creences, mites, generalitzacions i actituds que envolten a cada condició particular de minusvalidesa. Hi ha moltes creences sobre les persones discapacitades visuals com per exemple que són músics, dependents o indigents.
Algunes d'aquestes creences s'originen en la nostra herència cultural; altres, en la poca experiència que es té amb persones que tenen impediments visuals severs, qui tendeixen a emfatitzar els aspectes desconeguts i de vegades misteriosos de la discapacitat.
En temps antics es veia a les persones cegues com profetes, com intèrprets de somnis i com a savis. Avui moltes persones creuen que la falta de visió dota a l'individu amb habilitats, tals com oïda i tacte i, sobretot, música. De fet, però, no hi ha evidència, que les persones cegues tinguin grans habilitats en aquestes àrees.

## Creences de les persones cegues
Les persones cegues i impedides visuals també tenen diverses creences pel que fa a qui tenen visió normal. El Dr.Herbert Rusalem conclou que l'enveja cap al normal, la impaciència amb els altres per no comprendre la seva situació i les exigències per consideracions especials que s'observen en algunes persones disminuïdes visuals es modifiquen més efectivament a través de la interacció amb persones normals i ajudant a les persones impedides visuals a desenvolupar autoconceptes més realistes. La integració actual de nens i joves discapacitats visuals en escoles comunes hauria d'ajudar, tant a cecs com a vidents, a adaptar i també a desenvolupar actituds més positives d'uns cap als altres.
Les actituds de les persones cegues pel que fa a l'efecte del seu impediment representen dos punts de vista oposats: que la ceguesa és un veritable desastre o que és una ximpleria o només un inconvenient pràctic. Berthold Lowenfeld, un notable educador de cecs i disminuïts visuals, presenta una posició moderada, indica que la ceguesa imposa en l'individu tres grans limitacions: En la quantitat i varietat d'experiències, en la capacitat per a desplaçar-se i en el control de l'ambient i la seva relació amb ell mateix. Lowenfeld les veu com els «efectes objectius de la ceguesa». La forma en que un individu actua o aprèn a adaptar-se a l'impediment depèn de diverses variables subjectives: personalitat, discapacitats addicionals i factors relacionats amb l'impediment visual incloent grau de visió, causa, edat, moment en què es produeix i condició actual. Aquest reconeixement de la naturalesa crítica de l'impediment, amb opcions per a l'adaptació a aquest sembla reconciliar els aparents punts de vista extrems.

## L'infant deficient visual
Quan l'infant pateix una pèrdua sensorial, les confusions entre les percepcions del món extern i les seves pròpies, les personals, són majors i la carència aferencial forma part, de manera freqüent, de la carència afectiva precoç.
La situació d'isolament en la qual queden submergits els infants amb dèficit sensorial i, de forma especial, l'infant cec, provoca una major percepció de les sensacions inter i propioceptives, en detriment de les dades que li aporta el món extern. Aquesta modificació de l'equilibri dinàmic modifica les fronteres del jo i altera el sentiment d'identitat personal modificant l'equilibri entre els grans camps aferents. Un dèficit sensorial pot alterar els processos de desenvolupament psíquic i social, pel fet de produir-se una alteració en les formes de comunicació i diàleg entre la criatura i el seu medi.
La major quantitat d'informació arriba a l'ésser humà a través del sentit de la vista, directament o indirecta. És a dir, que quan un nadó neix privat de la visió no pot accedir a l'estimulació lluminosa, ni tampoc a la que li proporciona el coneixement de l'espai immediat (manipulació, percepció de distàncies, reconeixement de formes i diferents mides...). Així, doncs, el nadó cec no estimulat rebrà molta menys informació que el nadó vident, i les seves experiències seran molt menys variades. A més, tindrà dificultats per explorar el seu entorn, per aprendre a través de la imitació i per establir relacions amb els objectes i les altres persones (entendre que el món arriba més enllà del seu propi cos).
Els educadors que han comprovat que els infants cecs segueixen un desenvolupament paral·lel al dels infants vidents, parteixen d'unes idees bàsiques per afrontar l'educació dels nens deficients visuals des dels primers mesos de vida:
- L'organisme posseeix altres vies sensorials (olfactives, tàctils, auditives) que, adequadament estimulades, poden compensar en gran manera la falta de visió, de manera que no s'alterin seriosament el desenvolupament evolutiu general.

- El desenvolupament de l'infant cec no és el mateix que el de l'infant deficient visual greu que posseeix restes visuals. Això és molt important a l'hora d'establir les activitats del programa d'atenció precoç.

- Un nadó cec que no rep cap tipus d'estimulació intencional és més passiu perquè no pot atendre als estímuls visuals ni captar els objectes que l'envolten. No es tracta d'una incapacitat del nadó cec per reaccionar, sinó de la falta d'instruments que li permetin fer-ho. El desenvolupament de la capacitat auditiva i tàctil tampoc són innates, sinó que també s'hauran de desenvolupar mitjançant l'aprenentatge.

- El llenguatge és un instrument d'informació fonamental per a les persones cegues des dels primers moments. Els serveix de contacte amb el medi que el rodeja, sobretot quan no és possible mantenir un contacte tàctil (objectes llunyans, persones, espais, esdeveniments...).

## Aspectes psicològics de la ceguera
El dèficit visual es tradueix a una reducció de la quantitat d'informació que el subjecte rep de l'ambient, limitant-se a les oportunitats que ofereix el medi, i que són importants per la construcció del coneixement sobre el món exterior. Aquest fet no necessàriament origina problemes en el desenvolupament psicològic. No existeix evidència que la deficiència visual greu porti problemes psicològics o deficiències en el desenvolupament. Si és cert que les experiències de l'individu estan limitades, però l'organisme disposa d'altres vies de recollida d'informació, que pot substituir o complementar la via visual.
Moltes vegades s'observa que el nen cec està més temps que el vident en algunes de les etapes evolutives, ja que la falta de visió pot actuar com a fre al desenvolupament, fent més lent el pas cap a una etapa superior. A l'hora de comprendre el desenvolupament evolutiu del nen invident és necessari tenir la referència del nen vident.

### La primera infància. (període sensoriomotor)
En la primera infància el bebè coneix el món exterior a través de sons, olors o els contactes corporals amb les mares o persones encarregades de la seva atenció. L'activitat fonamental del nen durant els seus primers quatre i cinc primers mesos de vida, és relacionar-se amb els altres éssers humans, bàsicament amb els seus pares.
Diversos autors remarquen la importància, que en l'espècie humana, tenen els intercanvis visuals en les primeres interaccions comunicatives entre el bebè i l'adult. A més els nens, des del primer dia presten atenció als estímuls visuals. En el cas dels deficients visuals disposen d'alternatives a la visió per relacionar-se i establir pautes de comunicació no verbal amb els adults. Des de les primeres setmanes, aquests nens presten atenció a la veu de la seva mare, i també mostren el gest innat de relaxació de la cara que els adults interpreten com una rialla.
El desenvolupament d'aquesta etapa està basat en la intel·ligència pràctica, en la percepció de sensacions de l'entorn, a través dels primers moviments. Fins als 4 mesos, la falta de visió no és encara un factor determinant. El bebè segueix un nivell de desenvolupament normal, exercitant els reflexos propis i innats, excepte donar resposta a estímuls lluminosos. Adquireix les primeres habilitats, centrades en el domini del cos.
En les dues primeres etapes del període sensoriomotor, el desenvolupament d'un nen cec és similar al d'un nen vident. En la tercera etapa d'aquest període comencen les diferències entre el bebè cec i el vident. Els bebès cecs tenen més dificultat amb relació a la mobilitat, a causa de la falta d'estímuls visuals de l'exterior. Pel que fa al desenvolupament dels esquemes sensoriomotors es diu que el tacte i l'oïda són menys apropiades que la visió per conèixer l'espai i els objectes, ja que proporcionen una informació molt més seqüencial i fragmentària. La coordinació audio-manual, apareix més tard. A partir dels 4 mesos els bebès vidents comencen a desenvolupar per un costat, l'hàbit d'agafar objectes que perceben a través de la visió, i per un altre costat la permanència dels objectes. En els nens cecs això no passa així, ja que es produeix un considerable endarreriment, a causa de la coordinació oculomanual, que és més dificultosa i, per tant, més lenta. Aquests nens construiran la permanència dels objectes tàctils. Una vegada arribin amb la mà als objectes sonors, començaran a coordinar les imatges tàctils i les auditives.
A partir dels 7 mesos comença a buscar objectes que abans ha tingut a les mans. Prop dels nou mesos comença a fer servir algunes pautes de busca d'aquests objectes, i aproximadament al voltant dels 12 mesos ja busca objectes guiant-se pel so que emeten.
El desenvolupament motor i postural dels bebès normalment està dins de l'edat normal per als vidents. Així doncs els nens cecs ben estimulats, no tenen problemes en el desenvolupament del control postural. tot i que els moviments espontanis estan retardats.
El poc coneixement que té el cec de l'espai exterior i dels objectes, fa que la seguretat i la motivació del nen siguin menors que els nens vidents. Pel que fa a la conducta de gatejar, no ha de ser estimulada de forma artificial, perquè resulta inapropiada en falta de la visió. En aquest sentit el gateig s'inicia cap als dotze mesos i la marxa, vora els dinou. Una vegada que es mou d'una forma autònoma, accedeix a la quarta i quinta etapa de la intel·ligència sensoriomotora, realitza experiències amb l'objecte per tal d'estudiar-lo. Un cop adquirides aquestes conductes, li resultarà més fàcil la relació amb l'entorn, a través de l'experimentació amb aquests.
Per als nens cecs, les mans són un instrument de vital importància per ta de conèixer el món i per evitar obstacles i, per tant, resultaria poc adaptatiu que les fessin servir com a cames per caminar.
La intel·ligència interpretativa en els nens cecs es manifesta en la capacitat que tenen per imitar, en falta del model, en els nens invidents existeix endarreriment en l'adquisició del pensament representatiu, a causa que utilitzen paraules que representen objectes que són propers al propi cos. Aquest endarreriment es compensa durant els dos i tres anys, i el seu llenguatge es pot considerar normal.

### Període preescolar (etapa preoperatòria)
A partir dels dos anys, si el nen cec ha adquirit la noció de permanència de l'objecte, comença a ser capaç de fer representacions de coses, encara que lluny del desenvolupament del pensament representatiu, que arribarà amb l'adolescència. Aquest període determinat pel desenvolupament del llenguatge, com a mediador entre l'objecte i la seva representació.
Encara que el llenguatge dels deficients visuals presenti algunes característiques diferencials derivades de l'accés a la informació, en falta de visió, es pot afirmar que no existeixen problemes en el desenvolupament del llenguatge.
Les primeres paraules que diuen els nens cecs responen a aquells objectes que poden conèixer amb els sistemes sensorials, fonamentalment objectes domèstics. Des que aquests nens comencen a parlar, a més de fer servir el llenguatge per l'acció educativa, també compleix altres funcions per compensar els problemes que genera la falta de visió en el desenvolupament simbòlic.
Els nens cecs presenten problemes en la utilització de pronoms personals i possessius en les converses; aquest fet reflecteix les dificultats que té en la comprensió dels canvis de rols. Cal destacar la dificultat que tenen els nens cecs per utilitzar vies visuals de suport a la comunicació verbal, i al mateix temps la necessitat que manifesten que els adults puguin interpretar aquestes vies alternatives.
Tot i les conductes personals siguin una evolució semblant a la dels nens vidents, l'inici de la marxa ve endarrerit a causa de la falta d'estímuls de l'exterior, com també l'adquisició de permanència dels objectes, la pràctica del joc simbòlic. Alguns autors han parlat d'un endarreriment en els primers jocs de ficció dels nens cecs. És gairebé impossible que els invidents reprodueixin igual que els vidents les escenes de la vida diària a les que no tenen accés visual. Per aquest motiu els nens cecs recorren a les imitacions verbals. La substitució d'objectes en el joc simbòlic evoluciona de manera paral·lela en cecs i vidents. Sembla que els nens invidents trobin més fàcil planificar el joc que realitzar-lo; això manifesta, una altra vegada, la importància del desenvolupament del llenguatge, en falta de la visió.

### Etapa escolar
La major part dels estudis realitzats amb nens cecs i deficients visuals en edats compreses entre 6 i 12 anys s'ocupen d'estudiar diversos aspectes del seu desenvolupament cognoscitiu.
La majoria d'investigacions realitzades sobre el desenvolupament cognoscitiu i l'aprenentatge dels nens deficients visuals en el període escolar prenen com referència la teoria de Piaget i l'escola de Ginebra, que propugna l'existència d'una seqüència universal de desenvolupament, que se produeix al llarg de tres grans períodes o estadis: sensoriomotor, operacions concretes i operacions formals.
Es pot afirmar que el desenvolupament intel·lectual dels nens invidents no presenta problemes seriosos, però sí que té unes característiques peculiars. El fet que accedeixin a bona part de la informació amb el tacte, els fa que sigui més difícil realitzar feines de contingut figuratiu i espacial.
Una de les dificultats que té el nen, és establir la comunicació verbal i pre-verbal amb els adults sobre els objectes. Aquests problemes deriven, per un costat, del fet d'haver de conèixer els objectes mitjançant sistemes sensorials diferents a la visió i, per l'altre, de la dificultat que representa pel nen el fet de trobar gestos alternatius a la senyalització visual que siguin entesos per les seves famílies.
Des del punt de vista intel·lectual estan perfectament integrats a les aules i no tenen problemes d'integració per seguir els continguts normals del currículum ordinari. És però, necessari que l'escola cobreixi les necessitats educatives especials que tenen aquests nens.
Tot i que no tenen problemes d'intel·ligència, sovint aquests deficients presenten endarreriment escolar. Aquest fet, es produeix perquè l'accés a la informació escrita, com és el Braille, és molt més lent.

### L'adolescència
És l'etapa del desenvolupament del ser humà que segueix a la pubertat i es caracteritza per una sèrie de canvis físics i psicològics, afectius, socials i cognoscitius, molt importants. Es donen canvis en la imatge corporal dels nois i noies als que acompanyaran transformacions en la personalitat, en la motivació, i també en les relacions afectives i socials. Han d'acceptar que es troben en la situació d'acceptar les seves noves capacitats motores i sexuals, fet que li produeix un important efecte psicològic amb un augment en la presa de consciència i interès pel propi cos.
També es donen canvis en la forma de pensar i de resoldre problemes que a la vegada influeixen i modulen la personalitat adolescent. Aquestes transformacions que se produeixen en l'organisme després de la pubertat fan que la imatge corporal del jove canviï de forma notable i ràpida, passant de la de nen a la d'adult.
Els estudis basats en la teoria de Piaget indiquen que no existeixen diferències entre els cecs i els vidents en la resolució de feines de l'anomenat pensament formal. El nen cec és capaç d'utilitzar aquesta forma de pensament per raonar sobre les seves situacions possibles. Sembla que els cecs solucionen, en aquesta etapa, els problemes figuratius derivats de les seves dificultats visuals.
Per una altra part, el desenvolupament intel·lectual que es produeix durant aquesta etapa permet als invidents reflexionar sobre el seu propi problema el qual els pot portar a rebutjar la seva pròpia imatge, a no relacionar-se amb els nois de l'altre sexe i, en conseqüència, a no integrar-se en grups adolescents.
Pel que fa al desenvolupament afectiu i social dels adolescents cecs, se sap que és una etapa en què els canvis físics porten importants modificació en la personalitat i en les relacions amb els altres. Tenint en compte que alguns autors afirmen que en aquest període pot ser una etapa difícil pels nois i noies amb deficiències visuals, en la que es poden produir problemes d'integració social, amb el grup, no necessàriament serà una etapa conflictiva, sempre que es trobin integrats en els seus contextos més propers de la socialització, com poden ser els amics, l'escola o la família.